# Thliptoceras androstigmata
Thliptoceras androstigmata là một loài bướm đêm trong họ Crambidae.